# Ущельное
Ущельное (до 1945 года Дерекой; укр. Ущельне, крымскотат. Dereköy, Дерекой) — упразднённое село в Крыму, включённое в черту города Ялта. Сейчас — район практически в центре города, по правому берегу реки Дерекойка южнее автовокзала.

## История
Считается, что раньше деревни Дерекой и Ай-Василь составляли одно большое греческое селение, входившее в Средние века в состав княжества Феодоро, в феодальную вотчину владельцев расположенного рядом замка, известного, как исар Безымянный. В селении найдены руины церкви св. Василия, по надписи, датируемой XV веком. После захвата княжества османами в 1475 году селение перешло под власть Османской империи и административно было приписано к Инкирману в составе Мангупского кадылыка Кефинского санджака, а, впоследствии, эялета. В материалах переписей населения Кефинского санджака учтён только Дере (Дерекой), как маале (квартал) Ялты. На 1520 год в нём числилось 44 семьи, из которых в 3 потеряли мужчину-кормильца — все христиане. В 1542 году также проживали исключительно христиане — 41 семья (2 неполных) и 5 взрослых неженатых мужчин. По налоговым ведомостям 1634 года в селении числилось 60 дворов немусульман, из которых недавно прибывших в Дерекой 13 дворов: из Ските, Мисхор и Агутка по 1 двору, из Партенита и Гурзуфа — по 2, из Йалта и Фороза — по 3 двора. Жители 4 дворов недавно выселились: в Агутка и Истиля по 1 и в Шуры — 2 двора. По Джизйе дефтера Лива-и Кефе (Османским налоговым ведомостям) 1652 года, где перечислены христиане-налогоплательщики Кефинского эялета, в селении Дере перечислены 23 имени и фамилии христиан-налогоплательщиков. В XVII веке на южном побережье Крыма начинает распространяться ислам и, постепенно, мусульманское население в деревне стало преобладать. Документальное упоминание селения встречается в «Османском реестре земельных владений Южного Крыма 1680-х годов», согласно которому в 1686 году (1097 год хиджры) Дерекой входил в Мангупский кадылык эялета Кефе. Всего упомянуто 57 землевладельцев, из которых 26 иноверцев, владевших 681-м дёнюмами земли. После обретения ханством независимости по Кючук-Кайнарджийскому мирному договору 1774 года «повелительным актом» Шагин-Гирея 1775 года селение было включено в Крымское ханство в состав Бакчи-сарайского каймаканства Мангупскаго кадылыка, что зафиксировано и в Камеральном Описании Крыма… 1784 года. (В ведомости о выведенных из Крыма в Приазовье христианах" А. В. Суворова от 18 сентября 1778 года и ведомости митрополита Игнатия Дерекой не значится.)

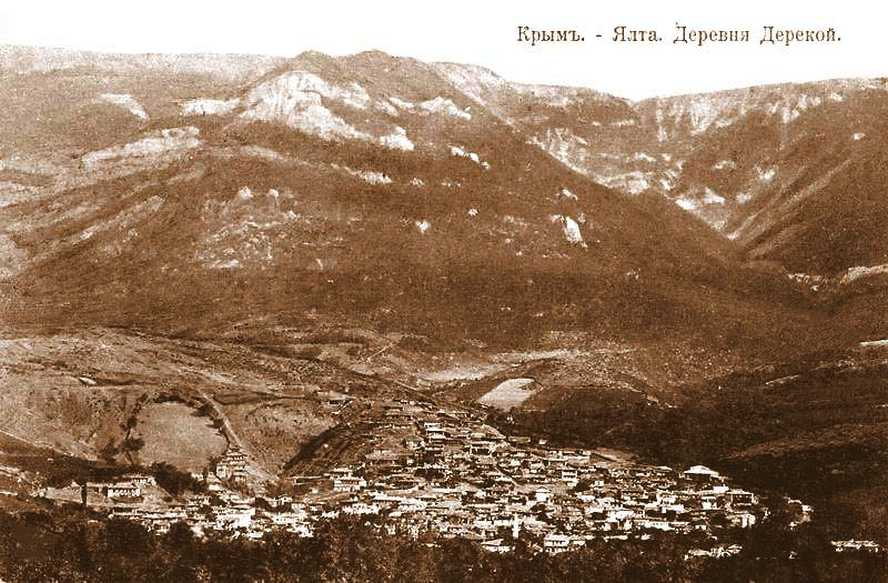

После присоединения Крыма к России (8) 19 апреля 1783 года, (8) 19 февраля 1784 года, именным указом Екатерины II сенату, на территории бывшего Крымского Ханства была образована Таврическая область и деревня была приписана к Симферопольскому уезду. Перед Русско-турецкой войной 1787—1791 годов производилось выселение крымских татар из прибрежных селений во внутренние районы полуострова. В конце 1787 года из Дерекоя были выведены все жители — 185 душ. В конце войны, 14 августа 1791 года всем было разрешено вернуться на место прежнего жительства. В те годы Дерекой был значительно крупнее небольшой деревушки Ялты. В 1794 году, в своём труде «Наблюдения, сделанные во время путешествия по южным наместничествам Русского государства», Пётр Паллас неоднократно упоминает селение
| … за деревней течёт Панаге, самый сильный из впадающих в море к южному берегу источников. Округа Дерекоя, куда вверх вдоль ручья всего около двух вёрст пути верхом, — самая богатая по растительности местность всего Крыма. Здесь имеется несколько старых каштановых деревьев… кроме Дерекоя теперь их нет нигде в Крыму. |

После Павловских реформ, с 1796 по 1802 год, входила в Акмечетский уезд Новороссийской губернии. По новому административному делению, после создания 8 (20) октября 1802 года Таврической губернии, Дерекой был включён в состав Махульдурской волости Симферопольского уезда.
По Ведомости о всех селениях в Симферопольском уезде состоящих с показанием в которой волости сколько числом дворов и душ… от 9 октября 1805 года, в деревне Дерикой числился 31 двор и 161 житель, исключительно крымских татар. На военно-топографической карте генерал-майора Мухина 1817 года деревня Дерекой обозначена с 25 дворами. В конце июня 1825 года в Дерекое, проездом из Никиты в Алупку, останавливался на ночлег писатель Александр Грибоедов. После реформы волостного деления 1829 года Дерикой, согласно «Ведомости о казённых волостях Таврической губернии 1829 года», передали в состав Алуштинской волости.
Именным указом Николая I от 23 марта (по старому стилю) 1838 года, 15 апреля был образован новый Ялтинский уезд и деревню передали в состав Алуштинской волости. На карте 1836 года в деревне 40 дворов, как и на карте 1842 года.
По итогам земской реформы Александра II 1860-х годов деревню определили центром Дерекойской волости. Согласно «Списку населённых мест Таврической губернии по сведениям 1864 года», составленному по результатам VIII ревизии 1864 года, Дерекой — казённая татарская деревня с 99 дворами, 409 жителями и мечетью при речках Айвасиль-Дере и Куву-Суват. Было в деревне и медресе, в котором в 1868—1871 годах преподавал Исмаил Гаспринский. На трёхверстовой карте Шуберта 1865—1876 года в Дерекое обозначено 20 дворов. Княжна Горчакова, в своей книге « Воспоминания о Крыме. От Ялты до Никиты. 1880 год», дала деревне такую характеристику:
| …Дерекой… расположенный на краю оврага, имеет очень мало земли и его жители довольствуются доходами нескольких десятков фруктовых дерев и занимаются торговлей, или поденными работами, в помещичьих садах.. |

Согласно «Памятной книге Таврической губернии 1889 года», по результатам Х ревизии 1887 года, в деревне Дерекой числилось 197 дворов и 1021 житель. На верстовой карте 1891—1892 года в деревне обозначено 97 дворов с татарским населением. В Дерекое находилась соборная мечеть, он являлся местом пребывания хатипа — высшего мусульманского духовного лица.

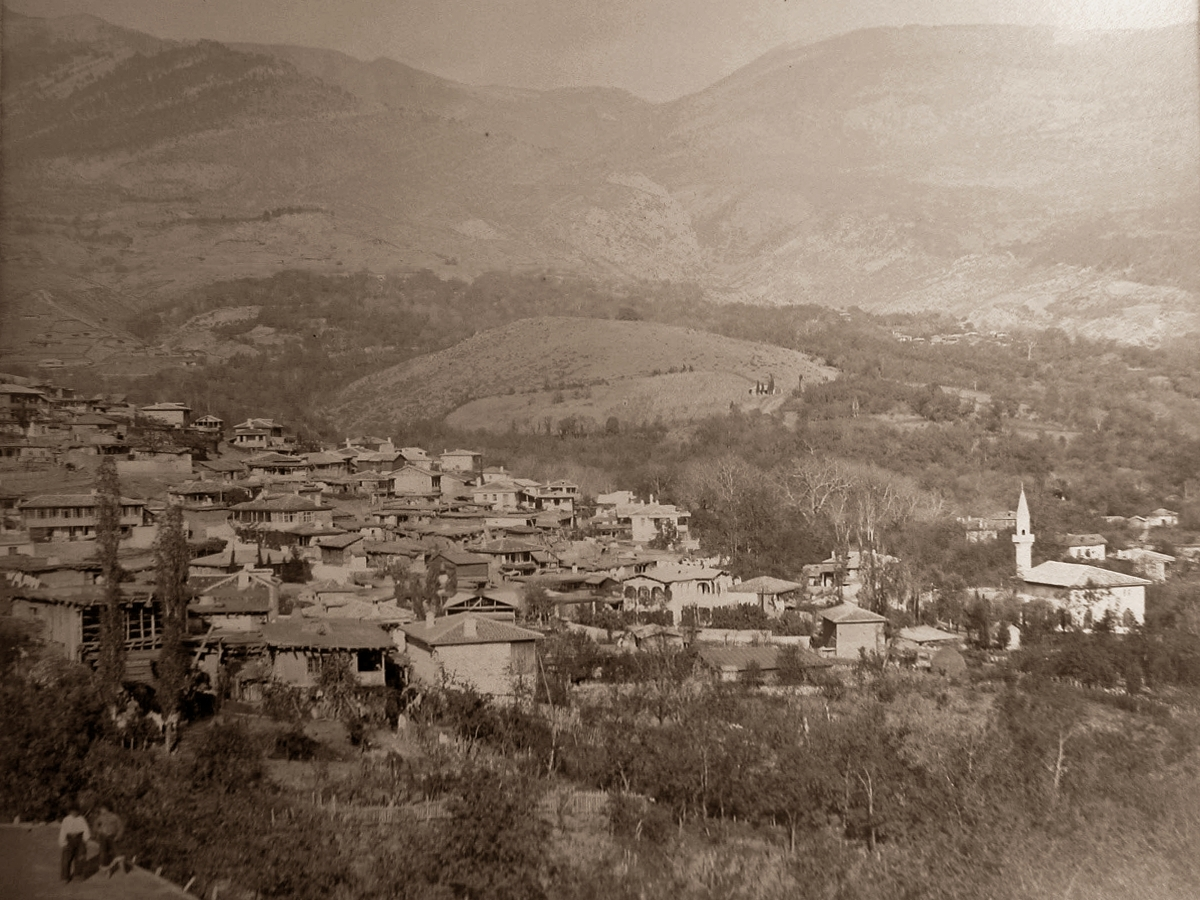

После земской реформы 1890-х годов, которая в Ялтинском уезде прошла после 1892 года деревня осталась центром преобразованной Дерекойской волости. По «…Памятной книжке Таврической губернии на 1892 год» в деревне Дерекой, составлявшей Дерекойское сельское общество, числилось 565 жителей в 112 домохозяйствах. Перепись 1897 года зафиксировала в деревне Дереской 1681 жителя, из них 1543 крымских татарина. По «…Памятной книжке Таврической губернии на 1902 год» в деревне Дерекой, составлявшей Дерекойское сельское общество, числилось 704 жителя в 116 домохозяйствах. В 1900 году в Дерекое членами основанного в Ялте благотворительного объединения была учреждена для бедных татарских женщин, проживающих на Южном берегу Крыма, профессиональная школа кройки и шитья. На средства Али Мурзы Булгакова, пожертвовавшего 12500 рублей, было построено, по проекту городского архитектора Ялты Н. Тарасова, здание школы в мавританском стиле

 В путеводителе 1902 года А. Я. Безчинского селение описано так
Деревня разбросана по крутому склону горы и отчасти по берегу речки Гува (Дерекой). Улиц, строго говоря, нет: есть дорожки с уступами, крутыми подъемами; местами имеются просто тропинки. Проехать в экипаже можно только по немногим местам; из верхней части деревни в нижнюю можно перебраться пешком либо верхом. …население Дерекоя татарское. Жители — около 1200 человек — зажиточны, занимаются садоводством, виноградарством, табаководством и пр. Кроме того, благодаря близости города, многие поселяне заняты городскими промыслами: служат проводниками, торгуют фруктами и т.п. Среди дерекойских татар есть много состоятельных людей, содержащих в городе магазины, извозчичьи экипажи и т.п. В Дерекое находится волостное правление и камера земского начальника 1-го участка. Здесь же находится главная соборная мечеть и имеет местопребывание Хатип.
 По Статистическому справочнику Таврической губернии. Ч.II-я. Статистический очерк, выпуск восьмой Ялтинский уезд, 1915 год, в деревне Дерекой Дерекойской волости Ялтинского уезда, числилось 366 дворов (183 двора с землёй, 183 — безземельные) с татарским населением в количестве 854 человек приписных жителей и 1563 — «посторонних», из которых 1307 мужчин и 1984 женщины. Жители владели 1616 десятинами удобной земли. В хозяйствах имелось 578 лошадей, 155 коров и 2971 голова овец, свиней, или коз.
После установления в Крыму Советской власти, по постановлению Крымревкома от 8 января 1921 года была упразднена волостная система и село подчинили Ялтинскому району Ялтинского уезда. В 1922 году уезды получили название округов. Согласно Списку населённых пунктов Крымской АССР по Всесоюзной переписи 17 декабря 1926 года, в пригороде Ялты Дерекой, центре Дерекойского сельсовета Ялтинского района, числился 901 двор, из них 436 крестьянских, население составляло 3396 человек, из них 2355 крымских татар, 683 русских, 165 украинцев, 73 грека, 55 армян, 16 поляков, 13 белорусов, 8 немцев, 1 болгарин, 1 эстонец, 20 записаны в графе «прочие», действовали 2 татарские школы I ступени. На 1935 год в Дерекое действовали артель Дерекойская коммуна им. Сталина (8,5 гектаров садов, 7,5 — виноградников и 11 табака) и колхоз «Яни-Яшнаш». По данным всесоюзная перепись населения 1939 года в селе проживало 4923 человека.
В 1944 году, после освобождения Крыма от фашистов, согласноостановлению Г пКО № 5859 от 11 мая 1944 года, 18 мая крымские татары были депортированы в Среднюю Азию: на 15 мая 1944 года подлежало выселению 458 семей татар: всего 1700 жителей, было принято на учёт 329 домов спецпереселенцев. 12 августа 1944 года было принято постановление № ГОКО-6372с «О переселении колхозников в районы Крыма», по которому из Ростовской области РСФСР в район переселялись 3000 семей колхозников, а в начале 1950-х годов последовала вторая волна переселенцев из различных областей Украины. Указом Президиума Верховного Совета РСФСР от 21 августа 1945 года Дерекой был переименован в Ущельное и Дерекойский сельсовет — в Ущельновский. С 25 июня 1946 года селение в составе Крымской области РСФСР. Указом Президиума Верховного Совета РСФСР от 31 августа 1948 года ликвидирован Ялтинский район и образован Ялтинский горсовет. К 1960 году, поскольку в «Справочнике административно-территориального деления Крымской области на 15 июня 1960 года» селение уже не значилось, Ущельное включили в состав Ялты в период (согласно справочнику «Крымская область. Административно-территориальное деление на 1 января 1968 года» — с 1954 по 1968 годы).

### Динамика численности населения
| - 1787 год — 185 чел. - 1805 год — 161 чел. - 1864 год — 409 чел. - 1889 год — 1021 чел. - 1892 год — 565 чел. | - 1897 год — 1681 чел. - 1902 год — 704 чел. - 1915 год — 854/1563 чел. - 1926 год — 3396 чел. - 1939 год — 4923 чел. |